# Willa Tadeusza Michejdy
Willa Tadeusza Michejdy – modernistyczny dom wybudowany w Katowicach w latach 1926–1930 przy ul. księcia Józefa Poniatowskiego 19 przez architekta Tadeusza Michejdę jako willa własna.

## Historia
Willa własna Tadeusza Michejdy była jego pierwszym samodzielnym projektem w Katowicach, gdzie osiedlił się w 1924 roku po ukończeniu studiów na Politechnice Lwowskiej.
Pierwotny projekt powstał w 1926 roku. Ostateczny kształt domu odbiega jednak od tej koncepcji. Zmiany nie dotyczyły ogólnej formy budynku, ani jego wnętrza, a jedynie kompozycji i dekoracji fasady i kształtu ogrodzenia.
Architekt zaprojektował budynek dwurodzinny. Parter mieścił mieszkanie rodziny Michejdów, jego pracownię architektoniczną i siedzibę Związku Architektów na Śląsku. Na dwóch wyższych kondygnacjach zaprojektowano duże komfortowe mieszkanie pod wynajem.
W 1941 roku po przymusowym opuszczeniu Katowic przez architekta z rodziną dom został przejęty przez Niemców. Po 1945 zamieniony na mieszkania kwaterunkowe. Obecnie jest własnością prywatną.
Został wpisany do rejestru zabytków 30 grudnia 1991 (nr rej.: A/1446/91, A/721/2020)
W 1998 roku katowicki oddział SARP ufundował umieszczoną na ogrodzeniu willi tablicę upamiętniającą postać i działalność Tadeusza Michejdy.
Willę umieszczono w projekcie „Szlak Moderny” w Katowicach.

## Architektura
Stylistycznie budynek nawiązuje do tzw. polskiej sztuki dekoracyjnej związanej z Wystawą Sztuki Dekoracyjnej w Paryżu w 1925 r. (kapitele o dekoracji kryształkowej) i ulubionego w tym czasie przez Tadeusza Michejdę formizmu stworzonego przez Stanisława Ignacego Witkiewicza.
Jest to trzykondygnacyjny budynek na planie prostokąta, z którego wyłamują się dwukondygnacyjne przybudówki w narożnikach, połączone wspartym na słupach balkonem, biegnącym na poziomie pierwszego piętra przez całą elewację południową. Dachy przybudówek wykorzystano jako balkony dostępne z pomieszczeń drugiego piętra. Dom przykrywa płaski dach-taras otoczony żelazną balustradą, na którym spoczywa nadbudówka, pełniąca funkcję strychu.
Ściany budynku są gładkie, tynkowane.
Elewacje boczne (wschodnią i zachodnią) oraz tylną (południową) zaprojektowano podobnie. Rytmicznie rozstawione okna o tym samym kształcie i rozmiarze ujęto w pionowe lizeny zwieńczone niewielkim gzymsem.
Odmiennie potraktowano elewację frontową (północną). Znajdującą się centralnie wnękę przedzielają dwa masywne słupy, rozszerzające się schodkowo w stronę utworzonych w ten sposób nisz, w których umieszczono prostokątne, wielodzielne okna, a na osi całego założenia drzwi wejściowe z trójkątnym szczytem nad portalem wyprofilowanym uskokowo. Po obu stronach centralnej wnęki na wysokości pierwszego piętra znajdują się płaskorzeźby, przedstawiające mocno stylizowane sceny pracy architekta.
Willę otacza niewysoki mur z dwuskrzydłową furtką wykonaną z kutych krat.
W narożniku północno-zachodnim bezpośrednio do ogrodzenia przylega pawilon, pełniący obecnie funkcję sklepu, a od strony ul. Kilińskiego dobudowany pod kątem prostym garaż.
Dom ma trzy kondygnacje mieszkalne. Parter został przeznaczony na mieszkanie rodziny architekta. Usytuowana po północno-zachodniej stronie część mieszkalna w celu odizolowania od reszty pomieszczeń została wydzielona osobnym korytarzem i nie jest dostępna bezpośrednio z holu. Znajdowały się tu w układzie amfiladowym: pokój pana, pokój stołowy z wyjściem do ogrodu, pokój pani połączony z pokojem dziecinnym, służbówka, kuchnia, łazienka i dwie ubikacje.
Na prawo z dużej sieni na parterze mieściło się wejście do biura architektonicznego, połączonego z gabinetem.
Pierwsze i drugie piętro stanowiły jedno mieszkanie, wynajmowane w celu spłacenia długu hipotecznego. Na piętrze zaprojektowano duży pokój stołowo-mieszkalny z wyjściem na werandę, z jednej strony łączący się przez dwuskrzydłowe drzwi z salonem, a z drugiej z oddzielającym go kotarą pokojem pani, w którym umieszczono wyjście na balkon, połączone z zejściem do ogrodu. Ponadto ulokowano tu kuchnię, pokój służbowy i spiżarnię.
Drugie piętro zajmowały: pokój pana i pani, pokoje dzieci, pokój gościnny, łazienka i ubieralnia.
Hol pełniący funkcję klatki schodowej miał charakter reprezentacyjny. Dominują tu trójbiegowe schody o niklowanym oporęczowaniu.
Wnętrza willi odznaczały się wysokim standardem. Większość pomieszczeń posiadała dębowe podłogi parkietowe firmy „Parquet” z Katowic oraz stolarkę firmy „M. Robak” z Mysłowic. W budynku zainstalowano ogrzewanie i urządzenia sanitarne firmy „E. Landau” z Katowic.
Dom wybudowano z cegieł stosując stropy żelbetowe.

## Galeria zdjęć

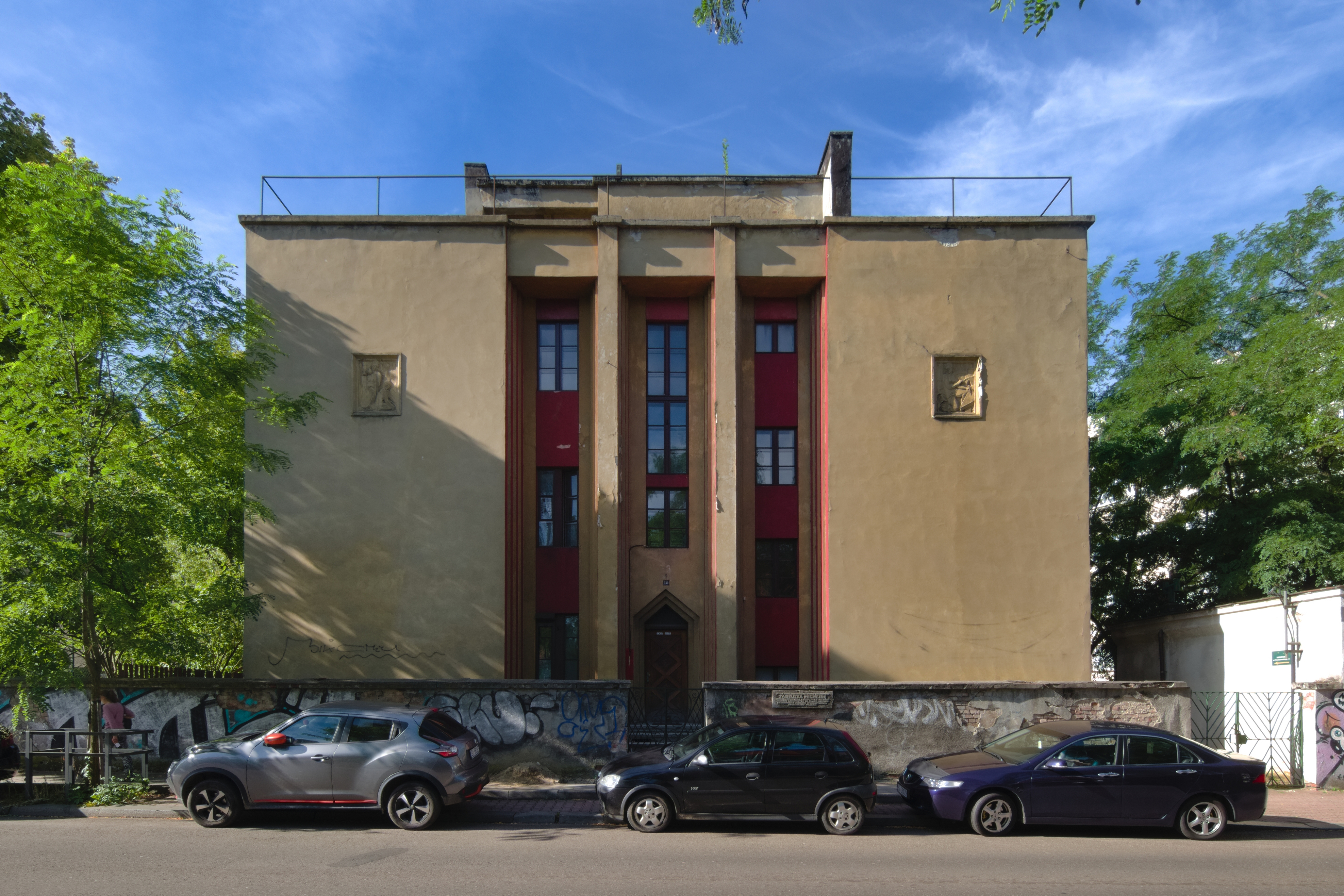
Fasada (2022)
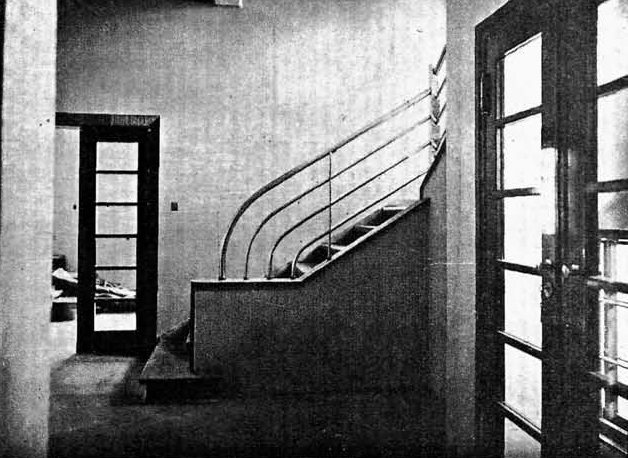
Klatka schodowa. Źródło: „Architektura i Budownictwo” 1932, z. 5, s. 147
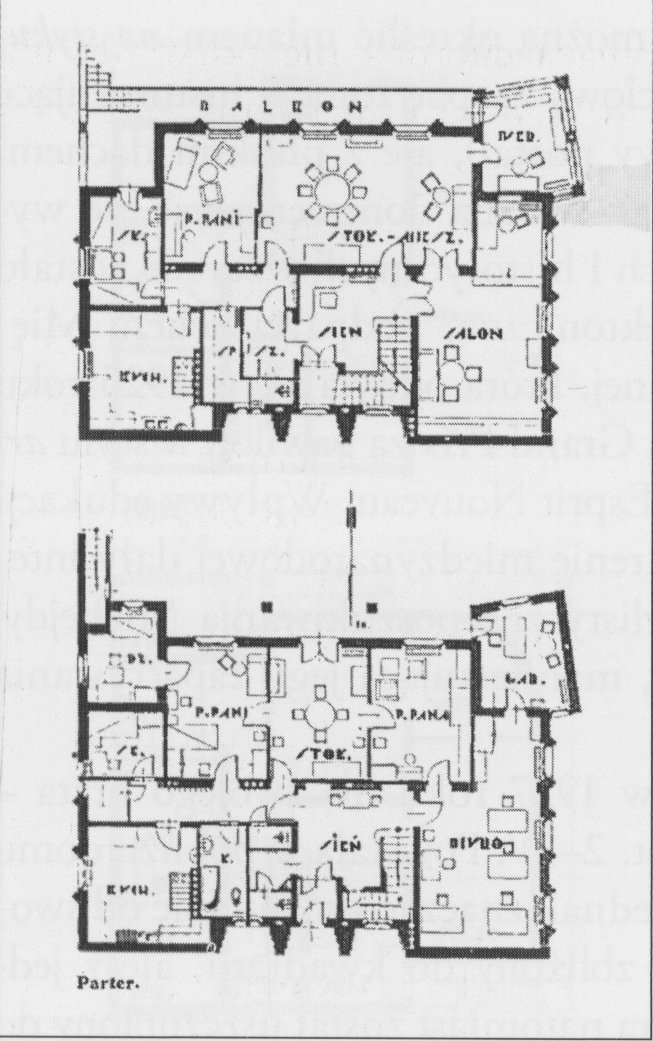
Rzuty pierwszego piętra i parteru. Źródło: „Architektura i Budownictwo” 1932, z.5, 146
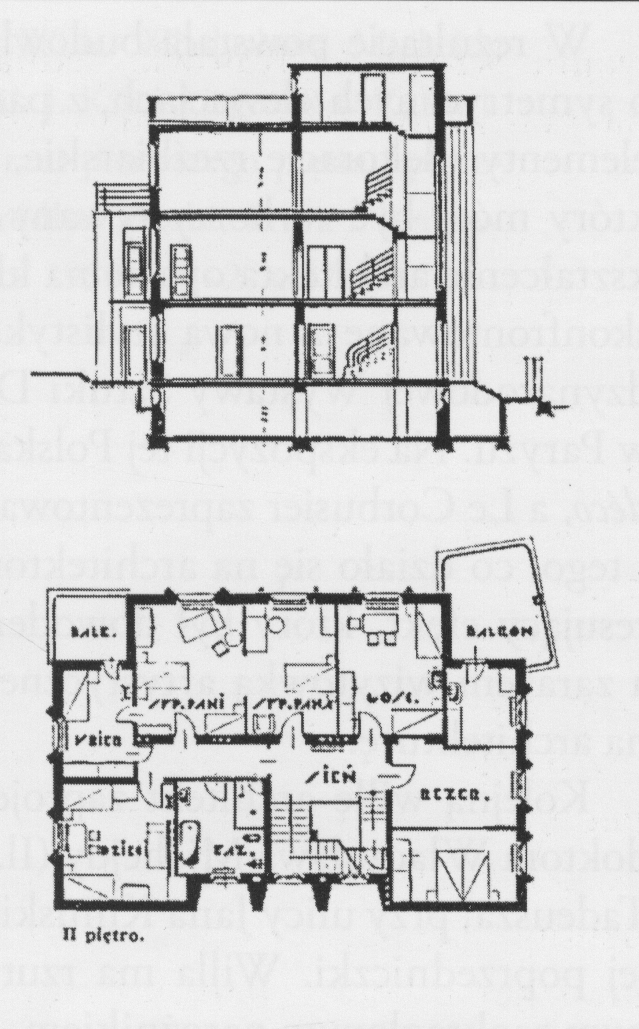
Przekrój poprzeczny i rzut drugiego piętra. Źródło: „Architektura i Budownictwo” 1932, z.5, 146
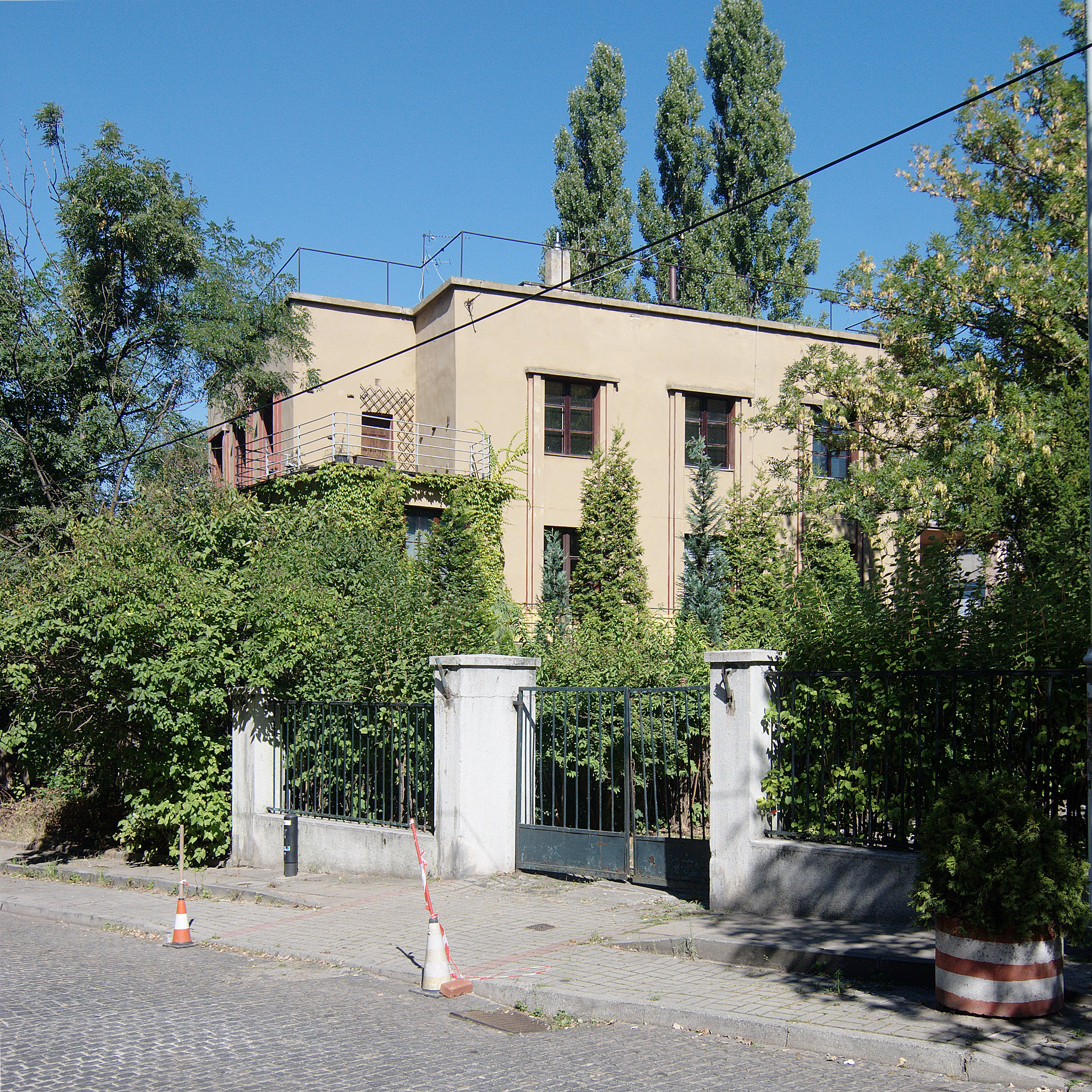
Elewacja południowo-zachodnia. Stan na 2013 rok.
Elewacja południowo-zachodnia. Stan na 1930 rok. Źródło: „Architektura i Budownictwo” 1932, z.5, 146